# Ватметр

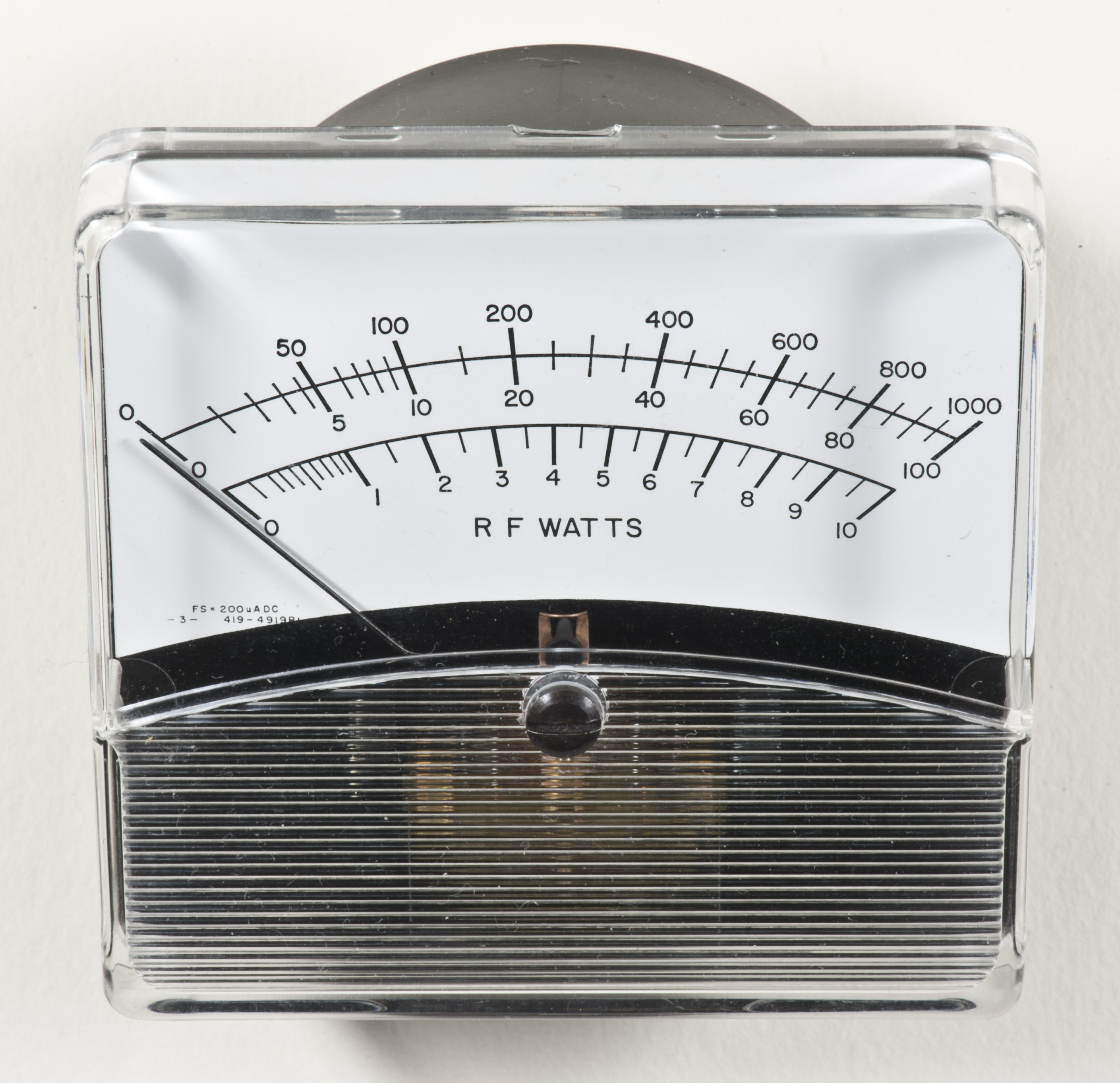
Ватметр

Ватме́тр (англ. wattmeter, нім. Wattmeter) — прилад для вимірювання електричної енергії, активної потужності електричного струму, електромагнітної енергії, потужності звукової частоти, тощо.
Класичний ватметр має чотири контакти, двома з яких його вмикають в електричне коло послідовно з тією ділянкою кола, споживану потужність якої вимірюють, і двома паралельно до неї. Таким чином вимірюються два основних параметри з яких складається потужність: {\displaystyle P=V*I}.
Ватметри створюють, як правило, на основі електродинамічних механізмів.
Ватметр для вимірювання радіочастот має діод всередині на якому на обумовлених частотах вимірюється тепло наведеної радіосигналом енергії.

## Класифікація та можливості
Виділяють три групи ватметрів: 
- низької частоти і постійного струму;
- радіочастотні ватметри;
- оптичні ватметри;

Сучасні цифрові ватметри дозволяють разом з вимірюванням споживаної потужності [Архівовано 5 серпня 2020 у Wayback Machine.] будь-якої навантаження вимірювати такі параметри як: 
- напруга (V, Вольт);
- сила струму (A, Ампер);
- частота (Hz, Герц);
- коефіцієнт потужності (Power Factor);

- або cos φ (косинус фі, безрозмірна величина, тобто вимірюється чисто в цифрах).

Кожен споживач, що живиться від електричної мережі, споживає якусь потужність. Потужність характеризує в даному випадку швидкість виконання електричною мережею роботи, необхідної для функціонування того чи іншого приладу або ланцюга, яка від цієї мережі живиться. Звісно, мережа повинна бути в змозі забезпечити дану потужність і не бути при цьому перевантаженою, інакше може трапитися аварія.